# Giancarlo De Sisti
Giancarlo de Sisti (* 13. března 1943 Řím, Italské království) je bývalý italský fotbalový záložník a trenér.
Narodil se v Římě a první fotbalové krůčky udělal v místním AS. První utkání odehrál v roce 1961 ve věku 17 let. S vlky získal první trofej a to Veletržní pohár 1960/61. V sezoně 1963/64 vyhrál italský pohár, ale to byl už poslední vítězství u vlků. Jako hráč Říma byl do roku 1965, když jej klub musel prodat, kvůli finančním potížím klubu do Fiorentiny za 250 milionů lir. U fialek odehrál devět sezon. Vyhrál s nimi jeden titul (1968/69) i italský pohár (1965/66) a jednou slavil vítězství u středoevropského poháru 1966. Za fialky odehrál celkem 348 utkání a vstřelil 41 branek.
V roce 1974 se vrátil domů do Říma, kde po něm toužil tehdejší trenér Nils Liedholm. Fotbalovou kariéru zakončil v roce 1979 a měl na kontě 478 utkání v nejvyšší lize.

## Hráčská statistika
| Sezóna  | Klub       | Liga    | Liga   | Liga | Ligové poháry | Ligové poháry | Ligové poháry | Kontinentální poháry | Kontinentální poháry | Kontinentální poháry | Celkem | Celkem |
| Sezóna  | Klub       | Soutěž  | Zápasy | Góly | Soutěž        | Zápasy        | Góly          | Soutěž               | Zápasy               | Góly                 | Zápasy | Góly   |
| ------- | ---------- | ------- | ------ | ---- | ------------- | ------------- | ------------- | -------------------- | -------------------- | -------------------- | ------ | ------ |
| 1960/61 | Řím        | Serie A | 2      | 0    | IP            | 1             | 1             | Vel.P                | 1                    | 0                    | 4      | 1      |
| 1961/62 | Řím        | Serie A | 11     | 1    | IP            | 1             | 0             | Vel.P                | 1                    | 0                    | 13     | 1      |
| 1962/63 | Řím        | Serie A | 18     | 2    | IP            | 0             | 0             | Vel.P                | 5                    | 1                    | 23     | 3      |
| 1963/64 | Řím        | Serie A | 28     | 7    | IP            | 4             | 0             | Vel.P                | 4                    | 2                    | 36     | 9      |
| 1964/65 | Řím        | Serie A | 28     | 3    | IP            | 1             | 1             | Vel.P                | 5                    | 1                    | 34     | 5      |
| 1965/66 | Fiorentina | Serie A | 34     | 5    | IP            | 6             | 0             | Vel.P+Stř.P          | 3+2                  | 1+0                  | 45     | 6      |
| 1966/67 | Fiorentina | Serie A | 30     | 6    | IP            | 1             | 0             | PVP+Stř.P            | 2+4                  | 1+0                  | 37     | 7      |
| 1967/68 | Fiorentina | Serie A | 30     | 6    | IP            | 2             | 0             | Vel.P                | 4                    | 1                    | 36     | 7      |
| 1968/69 | Fiorentina | Serie A | 30     | 2    | IP            | 3             | 0             | Vel.P                | 6                    | 0                    | 39     | 2      |
| 1969/70 | Fiorentina | Serie A | 27     | 2    | IP            | 6             | 1             | PMEZ                 | 6                    | 0                    | 39     | 3      |
| 1970/71 | Fiorentina | Serie A | 29     | 3    | IP            | 11            | 3             | Vel.P                | 4                    | 0                    | 44     | 6      |
| 1971/72 | Fiorentina | Serie A | 29     | 1    | IP            | 10            | 2             | Stř.P                | 6                    | 0                    | 45     | 3      |
| 1972/73 | Fiorentina | Serie A | 27     | 1    | IP            | 4             | 2             | UEFA                 | 1                    | 0                    | 32     | 3      |
| 1973/74 | Fiorentina | Serie A | 19     | 2    | IP            | 3             | 1             | UEFA                 | 2                    | 0                    | 24     | 3      |
| 1974/75 | Řím        | Serie A | 29     | 5    | IP            | 10            | 0             | -                    | 0                    | 0                    | 39     | 5      |
| 1975/76 | Řím        | Serie A | 28     | 2    | IP            | 4             | 0             | UEFA                 | 6                    | 0                    | 38     | 2      |
| 1976/77 | Řím        | Serie A | 28     | 2    | IP            | 4             | 1             | -                    | 0                    | 0                    | 32     | 3      |
| 1977/78 | Řím        | Serie A | 25     | 0    | IP            | 4             | 0             | -                    | 0                    | 0                    | 29     | 0      |
| 1978/79 | Řím        | Serie A | 25     | 0    | IP            | 4             | 0             | -                    | 0                    | 0                    | 29     | 0      |
| Celkem  | Celkem     | Celkem  | 478    | 50   | -             | 79            | 12            | -                    | 58                   | 7                    | 615    | 69     |

## Reprezentační kariéra
Za reprezentací odehrál 29 utkání a vstřelil čtyři branky. První utkání odehrál 1. listopadu 1967 proti Kypru (5:0). Zúčastnil se zlatého turnaje na ME 1968, kde odehrál druhý finálový zápas. Na MS 1970 odehrál všechna utkání a po neúspěšném finále si odvezl domů stříbrnou medaili. V národním týmu nastoupil k 29 zápasům, v nichž vstřelil 4 branky. Poslední utkání odehrál v roce 1972 proti Belgii (1:2).

### Statistika na velkých turnajích
| Reprezentace | Rok     | Zápasy             | Zápasy | Zápasy     | Zápasy           | Zápasy           | Zápasy       |
| Reprezentace | Rok     | Fáze turnaje       | Datum  | Soupeř     | Odehraných minut | Vstřelené branky | Výsledek     |
| ------------ | ------- | ------------------ | ------ | ---------- | ---------------- | ---------------- | ------------ |
| Itálie       | ME 1968 | Finále č.2         | 10. 6. | Jugoslávie | 90               | 0                | 2:0          |
| Itálie       | MS 1970 | 1 zápas ve skupině | 3. 6.  | Švédsko    | 90               | 0                | 1:0          |
| Itálie       | MS 1970 | 2 zápas ve skupině | 6. 6.  | Uruguay    | 90               | 0                | 0:0          |
| Itálie       | MS 1970 | 3 zápas ve skupině | 11. 6. | Izrael     | 90               | 0                | 0:0          |
| Itálie       | MS 1970 | Čtvrtfinále        | 14. 6. | Mexiko     | 90               | 0                | 4:1          |
| Itálie       | MS 1970 | Semifinále         | 17. 6. | NSR        | 120              | 0                | 4:3 v prodl. |
| Itálie       | MS 1970 | Finále             | 21. 6. | Brazílie   | 90               | 0                | 1:4          |

## Trenérská kariéra
Trenérskou licenci absolvoval již v roce 1979, když skončil s fotbalovou kariérou. Již v lednu 1981 převzal Fiorentinu aby ji zachránil před sestupem. Podařilo se a dokonce tým vytáhl na 5. místo, takže pokračoval dále. V sezoně 1981/82 v posledním utkání v lize jen remizoval a ztratil tak titul na poslední chvíli. Fialky trénoval do roku 1984, když musel ze zdravotním důvodů klub opustit. V lednu 1986 přišel do Udinese. Zde působil jedna a půl sezony. V úplné sezoně ale s týmem sestoupil a byl propuštěn. Krátkou dobu ještě trénoval Ascoli v sezoně 1991/92.
V letech 1988 až 1990 vedl Italské fotbalové reprezentace mládeže (U18, U16 a U15). V roce 2001 působil v Laziu tři roky na pozici vedoucího sektoru mládeže.

### Trenérská statistika
| Sezóna  | Klub       | Liga    | Liga   | Liga  | Liga   | Liga   | Liga                        | Ligové poháry | Ligové poháry | Ligové poháry | Ligové poháry | Ligové poháry | Ligové poháry | Kontinentální poháry | Kontinentální poháry | Kontinentální poháry | Kontinentální poháry | Kontinentální poháry | Kontinentální poháry | Celkem | Celkem | Celkem | Celkem |
| Sezóna  | Klub       | Soutěž  | Zápasy | Výhry | Remízy | Prohry | Umístění                    | Soutěž        | Zápasy        | Výhry         | Remízy        | Prohry        | Úspěch        | Soutěž               | Zápasy               | Výhry                | Remízy               | Prohry               | Úspěch               | Zápasy | Výhry  | Remízy | Prohry |
| ------- | ---------- | ------- | ------ | ----- | ------ | ------ | --------------------------- | ------------- | ------------- | ------------- | ------------- | ------------- | ------------- | -------------------- | -------------------- | -------------------- | -------------------- | -------------------- | -------------------- | ------ | ------ | ------ | ------ |
| 1981    | Fiorentina | Serie A | 16     | 7     | 7      | 2      | nastoupil v led., 5. místo  | IP            | 2             | 0             | 1             | 1             | -             | -                    | 0                    | 0                    | 0                    | 0                    | -                    | 18     | 7      | 8      | 3      |
| 1981/82 | Fiorentina | Serie A | 30     | 17    | 11     | 2      | Stříbrná medaile            | IP            | 6             | 3             | 2             | 1             | -             | -                    | 0                    | 0                    | 0                    | 0                    | -                    | 36     | 20     | 13     | 3      |
| 1982/83 | Fiorentina | Serie A | 30     | 12    | 10     | 8      | 5. místo                    | IP            | 5             | 2             | 2             | 1             | -             | UEFA                 | 2                    | 1                    | 0                    | 1                    | -                    | 37     | 15     | 12     | 10     |
| 1983/84 | Fiorentina | Serie A | 30     | 12    | 12     | 6      | Bronzová medaile            | IP            | 9             | 2             | 4             | 3             | -             | -                    | 0                    | 0                    | 0                    | 0                    | -                    | 39     | 14     | 16     | 9      |
| 1984/85 | Fiorentina | Serie A | 11     | 3     | 5      | 3      | propuštěn v pro.            | IP            | 4             | 3             | 1             | 0             | -             | UEFA                 | 4                    | 2                    | 1                    | 1                    | -                    | 19     | 8      | 7      | 4      |
| 1986    | Udinese    | Serie A | 12     | 4     | 4      | 4      | nastoupil v led., 13. místo | IP            | 2             | 1             | 0             | 1             | -             | -                    | 0                    | 0                    | 0                    | 0                    | -                    | 14     | 5      | 4      | 5      |
| 1986/87 | Udinese    | Serie A | 30     | 6     | 12     | 12     | 16. místo (sestup)          | IP            | 5             | 3             | 0             | 2             | -             | -                    | 0                    | 0                    | 0                    | 0                    | -                    | 35     | 9      | 12     | 14     |
| 1991/92 | Ascoli     | Serie A | 17     | 1     | 4      | 12     | propuštěn v led.            | IP            | 2             | 0             | 0             | 2             | -             | -                    | 0                    | 0                    | 0                    | 0                    | -                    | 19     | 1      | 4      | 14     |
| Celkově | Celkově    | Celkově | 176    | 62    | 65     | 49     | -                           | -             | 35            | 14            | 10            | 11            | -             | -                    | 6                    | 3                    | 1                    | 2                    | -                    | 217    | 79     | 76     | 62     |

## Hráčské úspěchy

### Klubové
- 1× vítěz italské ligy (1968/69)
- 2× vítěz italského poháru (1963/64, 1965/66)
- 1× vítěz veletržního poháru (1960/61)
- 1× vítěz středoevropského poháru (1966)

### Reprezentační
- 1× na MS (1970 - stříbro)
- 1× na ME (1968 - zlato)

### Vyznamenání
Řád zásluh o Italskou republiku (30. 9. 1991) z podnětu Prezidenta Itálie 

Medaile za atletickou statečnost (1990) 